# 그레나다 요리

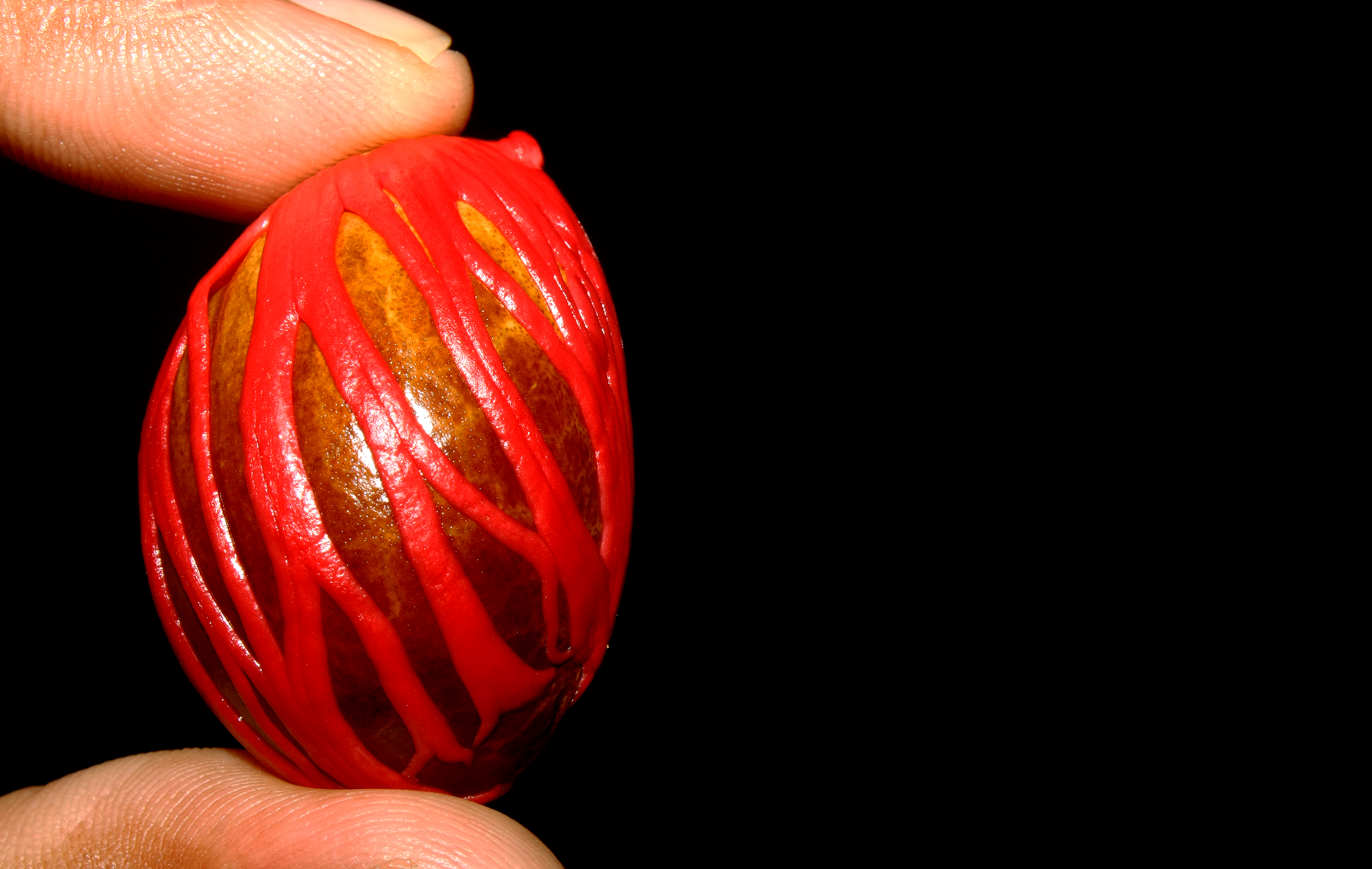
육두구

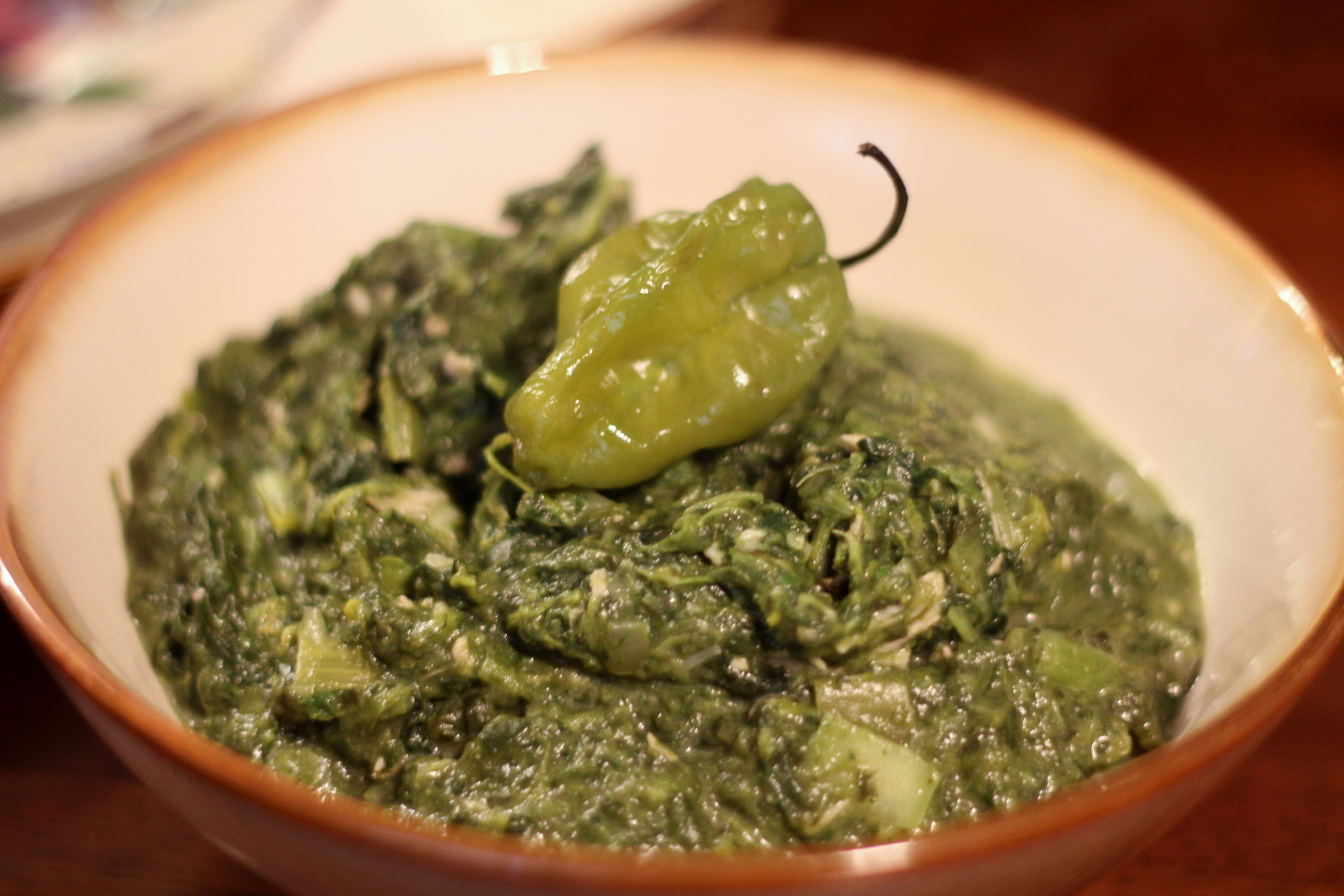
칼랄루

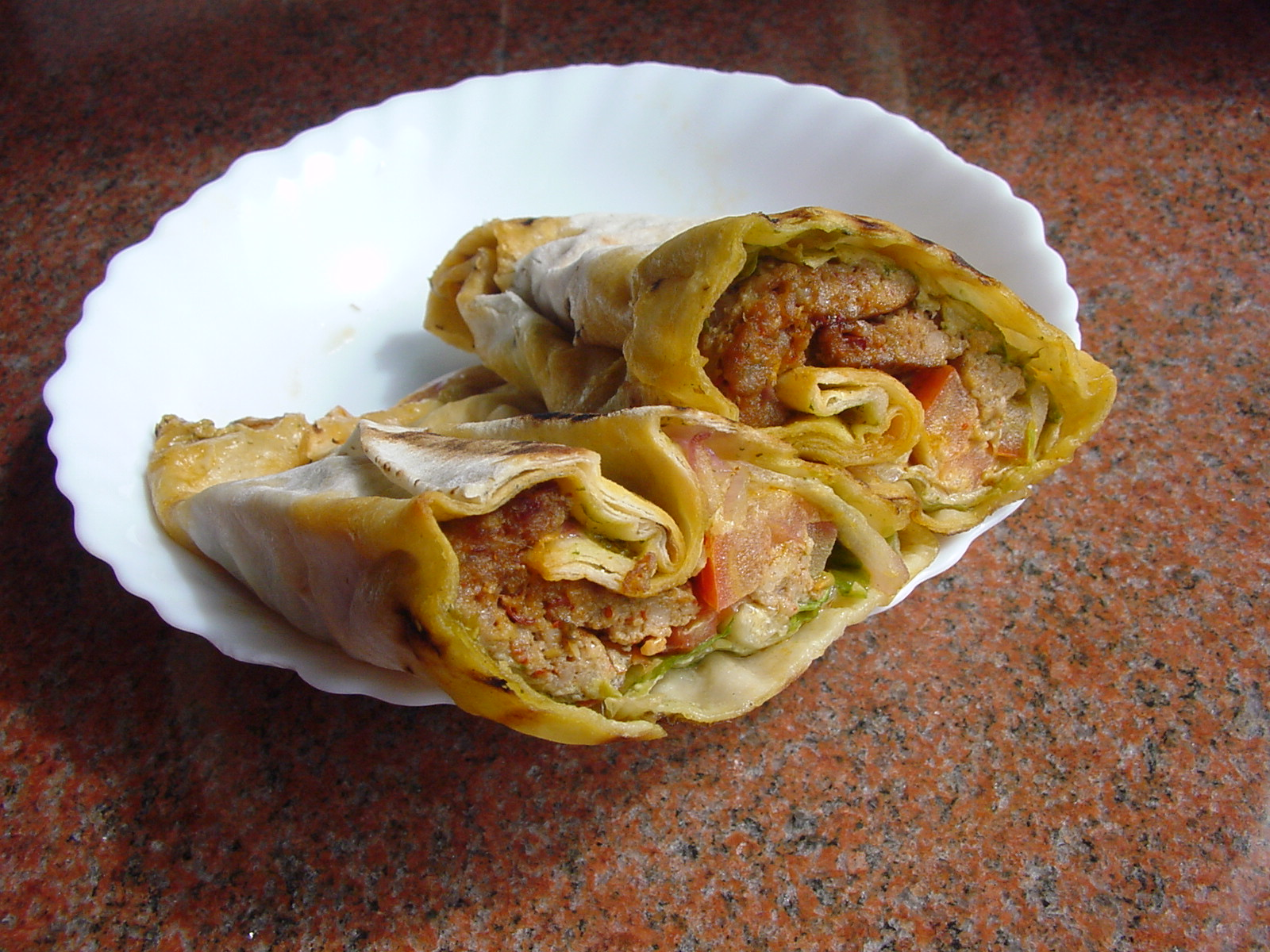
로티

그레나다 요리(Grenada 料理, 영어: Grenadian cuisine 그러네이디언 퀴진[*])는 카리브 지역에 있는 그레나다의 요리이다.

## 음식
- 로티
- 칼랄루

## 같이 보기
- 카리브 요리